# PSI Logistics
PSI Logistics GmbH — является дочерним предприятием концерна PSI AG, деятельность которой в концерне сконцентрирована на рынке логистических услуг. Клиентами PSI Logistics являются предприятия, занятые в сфере промышленности, торговли и логистических услуг. Компания PSI AG является крупнейшим разработчиком программного обеспечения в Германии, среди компаний использующих передовые технологии.

## Расшифровка
PSI расшифровывается как Produkte und Systeme der Informationstechnologie (ПСИ—Продукты и Системы Информационных технологий).

## Филиалы
Головной офис находится в Берлине, Германия. На данный момент существует 4 филиала в Германии: в Ашаффенбурге, Дортмунде, Гамбурге и Берлине, а также 2 иностранных представительства: в Лондоне и Москве.

## Принадлежность
С 2001 года PSI Logistics является частью концерна PSI AG.

## Глава компании
Руководство компании - Джиованни Престифилиппо и Саша Тепурич.

## Сотрудники
Большинство сотрудников PSI Logistics имеет высшее образование в областях гуманитарных и технических наук, а также администрации бизнеса. В компании существует необходимый баланс между молодыми и опытными специалистами. Некоторые из них создают информационные системы в области логистики уже более двадцати лет.

## Продукты
Компания PSI Logistics является разработчиком таких продуктов, как:
- PSIglobal - Система стратегического планирования, анализа и оптимизации логистической сети
- PSIwms - Система управления складом (Warehouse Management System: WMS - система)
- PSI tms - Система управления транспортом (Transportation Management System)
- PSIlcontrol - Логистический центр управления
- PSIairport - Система управления аэропортом
  - PSIairport/BHS - Управление багажом
  - PSIairport/BRS - Система распознавания багажа
  - PSIairport/DCS - Система регистрации и посадки пассажиров
  - PSIairport/FPMS - Система управления расписаниями полётов
  - PSIairport/FIDS - Система управления информационными табло
  - PSIairport/W&B - Система эффективного распределения веса
  - PSIairport/M&S - Управление сервисом и обслуживанием
  - PSIairport/CARGO - Система обработки воздушных грузов
  - PSIairport/TDM - Управление погрузочными воротами

## PSI AG
В целом концерн PSI разрабатывает и осуществляет интеграцию, опираясь на свой 40-летний опыт,  системные решения и комплексные системы для поставщиков электроэнергии, промышленности и операторов объектов инфраструктуры в областях связи, транспорта и безопасности. 
Компания PSI считается в Европе одним из ведущих независимых поставщиков решений для управления и мониторинга сложных сетевых инфраструктур поставщиков энергии (электро-, газо-, нефте- и водоснабжение). В сталелитейной промышленности, машиностроении, производстве промышленного оборудования, автомобилестроении и логистике отраслевые решения компании PSI обеспечивают оптимальную поддержку производственных процессов на предприятиях. Передовые технические приложения компании PSI помогают оптимизировать управление бизнес-процессами на предприятиях и в организациях в области перевозок, телекоммуникации, безопасности, охраны окружающей среды и защиты от стихийных бедствий.